# Сказка про соломенного бычка
«Сказка про соломенного бычка» (укр. «Казка про солом'яного бичка») — немой мультфильм 1927 года, снятый на Одесской фабрике ВУФКУ режиссёром Вячеславом Левандовским. Является первым в истории украинским мультфильмом. Ныне утрачен, сохранилось лишь несколько кадров, позже опубликованных в журналах и книгах.

## История создания
Кукольный мультфильм с участием марионеток был создан Левандовским в 1927 году по мотивам сказки Александра Олеся «Бычок ‒ смоляной бочок». Фильм был немым, однако сопровождался субтитрами на украинском языке.
Присутствовавший на премьерном показе житель Харькова Александр Шимон так вспоминал о фильме: «Нам довелось увидеть несколько мультипликационных персонажей… Маленькие бумажные фигурки животных, состоящие из шарнирно соединенных частей, они и теперь удивляют своей выразительностью и филигранностью технического исполнения, прекрасно воспроизводя иллюзию движения».

## Празднование 90-летия фильма
В октябре 2017 года к 90-летию со дня создания украинской анимации группа из 20 художников из разных регионов Украины воплотила соломенного бычка каждый в своем стиле специально для видеоролика, снятого в рамках общенациональной инициативы «90 лет украинской анимации».